# Neuffontaines
Neuffontaines é uma comuna francesa na região administrativa de Borgonha-Franco-Condado, no departamento Nièvre. Estende-se por uma área de 14,22 km². Em 2010 a comuna tinha 106 habitantes (densidade: 7,5 hab./km²).